# Lewiston (Minnesota)
Lewiston es una ciudad ubicada en el condado de Winona en el estado estadounidense de Minnesota. En el Censo de 2010 tenía una población de 1620 habitantes y una densidad poblacional de 543,43 personas por km².

## Geografía
Lewiston se encuentra ubicada en las coordenadas 43°59′1″N 91°52′6″O / 43.98361, -91.86833. Según la Oficina del Censo de los Estados Unidos, Lewiston tiene una superficie total de 2.98 km², de la cual 2.98 km² corresponden a tierra firme y (0%) 0 km² es agua.

## Demografía
Según el censo de 2010, había 1620 personas residiendo en Lewiston. La densidad de población era de 543,43 hab./km². De los 1620 habitantes, Lewiston estaba compuesto por el 96.98% blancos, el 1.23% eran afroamericanos, el 0.12% eran amerindios, el 0.68% eran asiáticos, el 0% eran isleños del Pacífico, el 0.43% eran de otras razas y el 0.56% pertenecían a dos o más razas. Del total de la población el 1.3% eran hispanos o latinos de cualquier raza.